# 南部貧困法律センター
南部貧困法律センター（Southern Poverty Law Center、略称SPLC）は、公民として与えられるべき平等権、いわゆる「公民権」を守るための活動をするアメリカ合衆国の非営利団体。主に人種差別に対する抗議運動と啓蒙活動をしている。

## 概要
設立は1971年、本部は公民権運動の発祥地である南部アラバマ州モンゴメリー。白人至上主義者団体や極右組織、国家社会主義などの動きを監視し、ヘイト・グループ認定リストの公表や、ヘイト・クライム被害者のために無償で民事訴訟を起こすなど、さまざまな活動を行なっている。
SPLCの作成するヘイト・グループや過激派団体のリストは報道機関や関連する学術分野において権威的なものとして一般的に認知されている。また、ヘイトグループについての情報をアメリカ合衆国連邦捜査局（FBI）やその他の捜査機関へ提供していることで知られている。
刑事でなく民事に訴えているのは、権利章典に阻まれることなく、加害者を扇動した団体をも対象とできること、立証が刑事より容易であること、高額の賠償金を請求することでそれら差別団体の財源を絶つことなどによる。

## 歴史
1969年、2人の弁護士がモンゴメリー市に公民権専門の小さな法律事務所を設立し、1971年に非営利組織に移行。白人至上主義者に対抗するために、法律家や教育者、知識人などによる支援グループを組織し、多くの人種差別裁判で勝訴し、世界的知名度を上げていった。